# Samsung Galaxy A55 5G
Samsung Galaxy A55 5G — смартфон середнього рівня, розроблений Samsung Electronics, що входить до серії Galaxy A. Був представлений 11 березня 2024 року разом із Samsung Galaxy A35 5G.

## Дизайн
Екран захищений склом Corning Gorilla Glass Victus+. Задня панель виготовлена зі скла Gorilla Glass невідомого покоління, а рамка — з алюмінію. Також присутній захист від вологи та пилу по стандарту IP67.
Galaxy A55 5G, як і більшість смартфонів лінійки Galaxy Ax5, має пласку рамку з острівцем для кнопок (англ. Key Island).
Знизу знаходяться роз'єм USB-C, динамік та 2 мікрофони. Зверху розташований третій мікрофон та залежно від версії слот під 1 SIM-картку і карту пам'яті або гібридний слот під 2 SIM-картки або 1 SIM-картку і карту пам'яті. З правого боку розміщені кнопки регулювання гучності та кнопка блокування.
Смартфон продається в наступних кольорах:
| Колір | Назва              |
| ----- | ------------------ |
|       | Крижаний блакитний |
|       | Темно-синій        |
|       | Бузковий           |
|       | Лимонний           |

## Технічні характеристики

### Апаратне забезпечення

#### Платформа
Пристрій отримав процесор Exynos 1480 з графічним процесором Xclipse 530, що розроблений разом з AMD і побудований на базі архітектури RDNA 2.

#### Акумулятор
Акумуляторна батарея отримала об'єм 5000 мА·год та підтримку швидкої зарядки на 25 Вт.

#### Камера
Смартфон отримав основну потрійну камеру, що складається із ширококутного об'єктива Sony IMX906 на 50 Мп з діафрагмою f/1.8, фазовим автофокусом та оптичною стабілізацією зображення, надширококутного об'єктива Sony IMX258 на 12 Мп з діафрагмою f/2.2 і кутом огляду 123° та макрооб'єктива на 5 Мп з діафрагмою f/2.4. Також пристрій отримав ширококутну фронтальну камеру Sony IMX616 на 32 Мп з діафрагмою f/2.2. Основна та передня камери вміють записувати відео в роздільній здатності 4K@30fps.

#### Екран
Galaxy A55 5G має 6,6-дюймовий екран Infinity-O (з круглим вирізом) типу Super AMOLED з роздільною здатністю Full HD+ (2340 × 1080), щільністю пікселів 390 ppi, співвідношенням сторін 19,5:9, частотою оновлення 120 Гц та підтримкою технології HDR10+. Також під екран вбудовано оптичний сканер відбитків пальців.

### Звук
Пристрій отримав стереодинаміки. Роль другого динаміка виконує розмовний.

#### Пам'ять
Galaxy A55 5G продається в конфігураціях 6/128, 8/128, 6/256, 8/256 та 12/256 ГБ. В Україні він офіційно продається в конфігураціях 8/128 та 8/256 ГБ. Об'єм сховища можна розширити картою пам'яті формату microSD до 1 ТБ.

### Програмне забезпечення
Смартфон був випущений на One UI 6.1 на базі Android 14 Galaxy A55 5G став першим смартфоном Samsung із функцією «безшовного» оновлення. і був пізніше оновлений до One UI 7.0 на базі Android 15.

## Рецензії
Оглядач з mezha.media поставив Samsung Galaxy A55 5G 8,5 балів із 10. До переваг оглядач відніс дизайн з покращеними матеріалами корпусу, захист по стандарту IP67, хороший дисплей, підтримку стереозвуку, достатню продуктивність, більшу ніж у попередника кількість оперативної пам'яті (для мінімальної конфігурації в Україні), камери та автономність, а до недоліків — високу ціну.